# José María Gil-Robles y Gil-Delgado
José María Gil-Robles y Gil-Delgado (Madrid, 17 de junio de 1935-13 de febrero de 2023) fue un abogado y político español afiliado al Partido Popular que presidió el Parlamento Europeo entre 1997 y 1999.

## Biografía
Era hijo de José María Gil-Robles (1898-1980), el líder de la Confederación Española de Derechas Autónomas (CEDA) durante la Segunda República española, y de su esposa María del Carmen Gil-Delgado Armada, y hermano de Álvaro Gil-Robles (n. 1944), que fue defensor del pueblo entre 1988 y 1993.
Pasó largo tiempo exiliado en Estoril (Portugal) con su familia como consecuencia de la guerra civil, hasta que con dieciocho años regresó para estudiar en la Universidad de Deusto. Preparó oposiciones a letrado de las Cortes franquistas, cargo que desempeñó durante los gobiernos de Francisco Franco tanto como del periodo democrático.
Durante la Transición, fundó la Federación Popular Democrática (1975-1977). Formó, junto con la Izquierda Democrática de Joaquín Ruiz-Giménez, la Federación de la Democracia Cristiana (1977-1978), que formó parte del Equipo Demócrata Cristiano del Estado Español en las elecciones generales españolas de 1977, donde solo obtuvo el 1,18 % de los votos, por lo que poco después se disolvieron todas estas agrupaciones.
Se incorporó más tarde al Partido Demócrata Popular de Óscar Alzaga, de cuya mano llegó a  la formación conservadora Alianza Popular (AP), convertida más tarde en el Partido Popular (PP). Elegido diputado al Parlamento Europeo por la Alianza Popular en 1987 y por el Partido Popular en 1994, en enero de 1997 fue nombrado presidente de esta cámara, para un mandato que abarcaba la segunda mitad de la legislatura quinquenal 1994-1999. En el final fue elegido diputado para un último mandato (1999-2004).
Era viudo de Magdalena Casanueva Camins, nieta del notario y político español Cándido Casanueva y Gorjón. El matrimonio tuvo cuatro hijos: José María, Carmen, Loreto e Ignacio Gil-Robles Casanueva. Posteriormente, contrajo matrimonio, en segundas nupcias con Rosario Gil-Delgado Queralt.
Falleció el 13 de febrero de 2023.